# Xung đột
Xung đột có thể hiểu là sự đối lập về những nhu cầu, giá trị và lợi ích. Xung đột có thể là nội tại (trong bản thân) cá nhân. Khái niệm xung đột có thể giúp giải thích nhiều mặt của xã hội như sự bất đồng xã hội, những xung đột về lợi ích, những cuộc đấu tranh giữa các cá nhân, nhóm và các tổ chức. Theo thuật ngữ chính trị, "xung đột" có thể ám chỉ tới những cuộc chiến tranh, những cuộc cách mạng hay những cuộc chiến đấu khác, trong đó có thể bao gồm việc sử dụng lực lượng theo nghĩa xung đột vũ trang. Nếu không có sự điều hòa và giải pháp thỏa đáng, xung đột có thể dẫn đến stress hay căng thẳng giữa những cá nhân hay nhóm người liên quan.